# ラインゴルト (列車)

1965年の運行経路。青はライン川。

ラインゴルト (Rheingold) はオランダとドイツ南部、スイスなどを、ドイツのライン川沿いを経由して結んでいた昼行の国際列車である。1928年から第二次世界大戦による中断を挟んで1987年まで運行されており、1965年からはTEEの一列車でもあった。1951年から1954年まではラインゴルト急行 (Rheingold Express) という名称だった。
オランダ側の起点はアムステルダムおよびフーク・ファン・ホラントであり、スイス側の終点は時期によりバーゼルまたはジュネーヴなどである。また1983年以降はミュンヘン方面への分岐も存在した。
列車名はドイツ語で「ラインの黄金」を意味し、リヒャルト・ワーグナーの楽劇「ラインの黄金」の元にもなった中世ドイツの叙事詩ニーベルンゲンの歌に登場する、ライン川の底に沈められたニーベルンゲン族の財宝に由来する。

## 歴史

### 前史
第一次世界大戦以前は、ドイツ帝国とスイス、イタリアを結ぶ列車は、のちのラインゴルトの経路であるライン右岸のバーデン大公国経由ではなく、当時はドイツ帝国領であった左岸のエルザス（現フランス領アルザス）経由を主としていた。1901年に運行を開始したフーク・ファン・ホラント - バーゼル間の昼行急行D164/163列車はラインゴルトの前身ともいえる列車であるが、上部ライン地域においてはビンガーブリュックから南下しノイシュタット、シュトラスブルク（ストラスブール）を経由していた。この列車にはフリッシンゲン-バーゼル間、アムステルダム - ミラノ間などを直通する客車も連結されていた。
第一次世界大戦の終戦後、ドイツでは経済の混乱やフランス、ベルギーによるルール占領などのため、列車の運行には困難な状況が続いた。1924年のドーズ案受諾とドイツ国営鉄道会社(Deutsche Reichsbahn-Gesellschaft, DRG)の発足により鉄道は安定を取り戻した。国際列車の運行に関しては、大戦前に列車を運行していた国際寝台車会社（ワゴン・リ）と、大戦中にワゴン・リの路線網を奪う形で設立された中央ヨーロッパ寝台車食堂車会社（ミトローパ）の間で対立があったが、1925年に両社とドイツ国営鉄道の間で協定が成立し、ドイツとオランダなどの間の列車はミトローパの担当とされた。
1925年夏からは、オランダのナイメーヘンとスイスのバーゼルを、クレーヴェ、ケルン、ヴィースバーデン、マインツ、ルートヴィヒスハーフェン、マンハイム、カールスルーエを経由して結ぶ長距離急行列車 FD164/163列車が運行されている。
ドイツ国営鉄道は、01形機関車に始まる標準化された蒸気機関車の製造を進める一方で、豪華客車を利用した旅客列車を計画した。このような列車を運行する路線として最初に選ばれたのが、ケルンとマンハイムの間のライン川に沿う景勝区間である。これを南北に延長し、北はオランダ、南はスイスに至る列車としてラインゴルトは構想された。

### 第二次大戦前

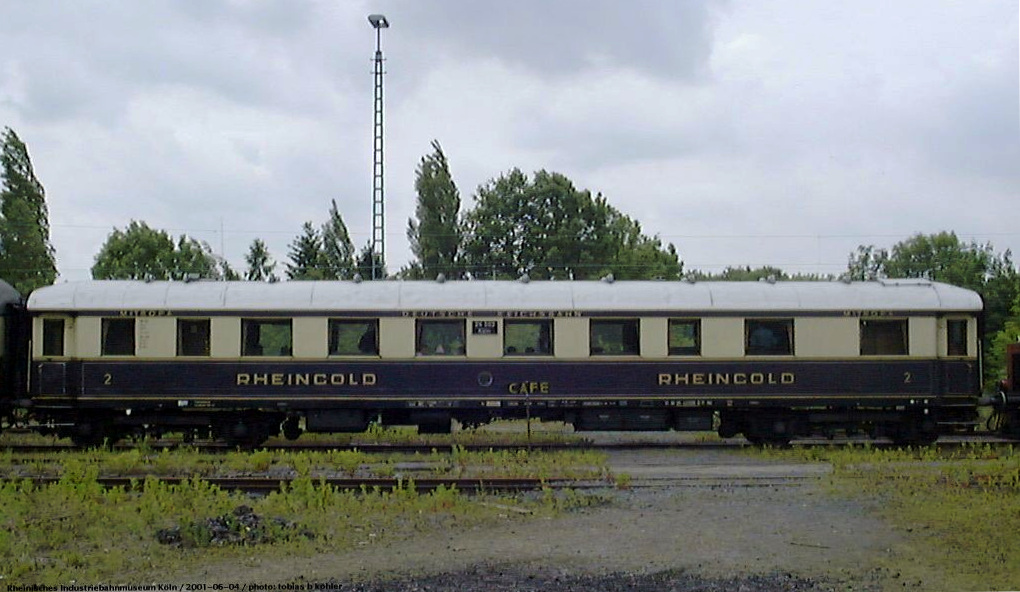
ミトローパのラインゴルト用客車

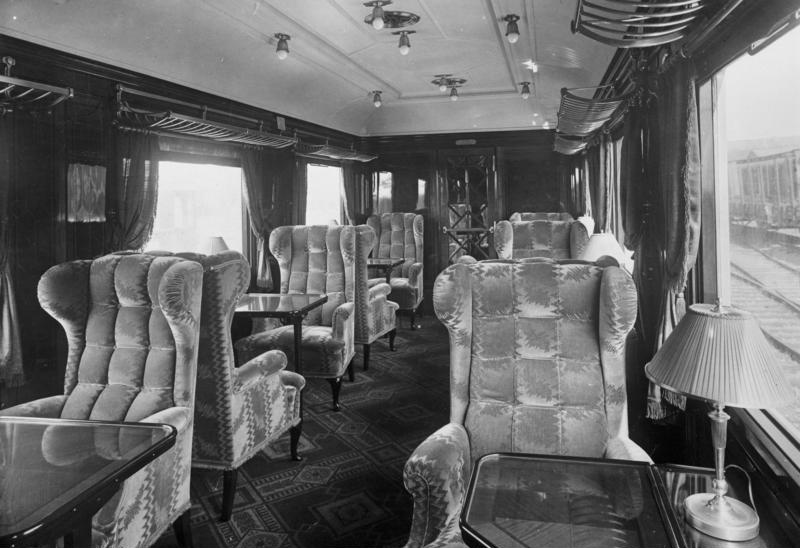
一等サロン車車内

ラインゴルトは1928年5月15日、長距離急行102/101列車としてフーク・ファン・ホラント - バーゼル間で運行を開始した。ラインゴルトは長距離急行列車の中でも別格の扱いを受けており、当時の長距離急行列車の略号が "FD" だったのに対し、ラインゴルトに対しては特別にFを2つ重ねた "FFD" という略号が用いられた。
フーク・ファン・ホラント発の列車はユトレヒトでアムステルダムからの客車を併結し、アーネムを経てライン川右（東）岸のゼーフェナール(Zevenaar)とエメリッヒ (Emmerich) の間で国境を越えた。ここからデュースブルク、デュッセルドルフなどを経由し、ケルンで鉄橋を渡って左（西）岸に移る。コブレンツからマインツにかけての景勝地を通過したのち、マインツで再び川を渡って右岸に転じさらに南下する。マンハイムでは当時の駅の構造上方向転換が必要であった。カールスルーエ、フライブルクなどを経てスイスとの国境を越えバーゼル市内で三度ライン川を渡り、バーゼルSBB駅が終点となった。バーゼルではジュネーヴ、チューリッヒ、ルツェルンの各方面への列車と乗り継ぐことができ、ルツェルンへは夏期のみ一部の客車が直通した。またフーク・ファン・ホラントではイギリスからの夜行連絡船と接続しており、これと乗り継ぐことでイギリスからスイスまで約24時間で旅行することが可能となった。
客車はミトローパの所有する一等および二等（当時のドイツは四等級制で、一般の急行列車は一等から三等までを連結）のサロン車（一部コンパートメント席）からなり、一部の客車には厨房が備え付けられており客席で食事をとることができた。客車はクリーム色地に青帯の塗装が施されていた。このような豪華列車が運行されたことは、ドイツの第一次世界大戦での敗戦からの復興を象徴するものと受け取られた。
ラインゴルトの1ヶ月後の1928年6月15日には国際寝台車会社（ワゴン・リ）によるアムステルダム - チューリッヒ間の昼行列車「エーデルヴァイス」がブリュッセル、ルクセンブルク市、ストラスブール、バーゼル経由で運転を開始した。両列車はその後TEEの時代に至るまでライバル関係にあった。エーデルヴァイスは途中のアントウェルペンでイギリスからの船と接続しており、イギリス - スイス間の需要をめぐっても両者は競合関係にあった。
ただし、1929年からラインゴルトの一部客車がチューリッヒまで直通した際には、バーゼル - チューリッヒ間の運行を委託されたスイス連邦鉄道はラインゴルトの客車をエーデルヴァイスの客車と一緒に連結して運転した。
1933年にはアムステルダム、ルツェルン、チューリッヒへの客車の直通が中止され、フーク・ファン・ホラント - バーゼル間のみの運行となった。1938年にフーク・ファン・ホラント - チューリッヒ間およびアムステルダム - チューリッヒ、ルツェルン間の直通が復活している。
1935年12月8日にニュルンベルクで行われたドイツの鉄道100周年を祝うパレードには、ラインゴルト専用の客車3両と荷物車1両が01型機関車（146号機）の牽引で参加した。
1939年5月15日のダイヤ改正で、ラインゴルトの一部客車はゴッタルドトンネルを経由しフーク・ファン・ホラント - ミラノ間を直通するようになった。しかし第二次世界大戦直前の国際関係の悪化により、1939年8月22日をもってドイツの長距離急行列車はラインゴルトを含めすべて運休となった。

### 第二次大戦後
大戦後の1946年12月17日、フーク・ファン・ホラント - バーゼル間に無名の急行列車（列車番号D164/163）が運行を開始した。この列車は一等車から三等車まですべての等級を含んでいた。またフーク・ファン・ホラントからケルンまでは戦前のラインゴルトより南よりの別経路を辿っており、フェンローとカルデンキルヒェン (Kaldenkirchen) の間で国境を越えていた。速度は戦前の列車よりも遅く、途中からは夜行列車となっていた。164/163列車は1948年には西ドイツ国内においては長距離急行(FD)に格上げされた。また1949年のダイヤ改正で時刻が変更され純粋な昼行列車となった。

ラインゴルトの旧経路
（赤）マインツ - マンハイム（右岸経由）：1928年 - 1959年
（青）フーク・ファン・ホラント - ケルン（フェンロー経由）：1951年 - 1962年

1951年夏のダイヤ改正（5月20日）からはこの列車は新たに発足したドイツ連邦鉄道（西ドイツ国鉄）の特急列車  となり、「ラインゴルト急行 (Rheingold Express) 」と名付けられた。一部客車はケルンで分割・併合を行い、アムステルダム - ケルン間を別の特急列車（列車番号F264/263）として運行していた。
1952年夏ダイヤ改正（5月18日）で、同じフーク・ファン・ホラント - バーゼル間にもう一往復の特急列車（列車番号F10/9）が新設され、「ライン・プファイル」と命名された。ラインゴルト急行(F164/163)が一等車から三等車まで全ての等級の客車を含んでいたのに対し、ライン・プファイルは一等車と二等車のみの編成であった。また所要時間もラインゴルト急行より短かった。
このとき同時にドルトムントとミュンヘンをエッセン、ケルン、マインツ、フランクフルト・アム・マイン、ヴュルツブルク経由で結ぶ一二等特急列車（列車番号F22/21）も新設された。ライン・プファイル(F10/9)とF22/21列車はケルン - マインツ間では互いに併結されて運転された。F22/21列車は時期によりオーストリアのインスブルックまで直通した。
しかし翌1953年夏のダイヤ改正では、F10/9列車がラインゴルト急行の名を名乗ることになり、元ラインゴルト急行であったF164/163列車は「ローレライ急行 (Loreley-Express) 」と改名された。アムステルダムからの編成はローレライ急行に併結され、ラインゴルト急行はフーク・ファン・ホラント発着の客車のみで構成された。このころラインゴルト急行(F10/9)のフーク・ファン・ホラント - バーゼル間の所要時間は10時間42分であった。南側ではラインゴルト急行の一部の客車はローマまで直通した。ミラノ - ローマ間では夜行列車となった。F22/21列車も同時にラインゴルト急行を名乗った。ローレライ急行はその後1970年までフーク・ファン・ホラント - バーゼル間の特急列車として存続した。
1954年夏ダイヤ改正では、F10/9列車およびF22/21列車は「ラインゴルト」と改名された。またケルン - マインツ間での併結も取りやめられ、ケルン中央駅で客車の入れ替えのみを行った。ラインゴルト(F10/9)の運行区間はフーク・ファン・ホラント - ローマ間とされたが、翌1955年にはフーク・ファン・ホラント - バーゼル間に戻った。その後1958年夏ダイヤ改正（6月1日）で、F22/21列車は「ラインプファイル」という独立した列車名を与えられた。
1956年6月3日に行われたヨーロッパの鉄道の二等級制への移行（旧一等車と旧二等車を統合して新一等車に）により、ラインゴルトはすべて一等車からなる編成となった。
1959年にはマインツ - マンハイム間の経路が変更され、ライン川左岸のヴォルムス経由となりマンハイムの手前で鉄橋を渡るようになった。これはマンハイムの対岸のルートヴィヒスハーフェン中央駅の改良により、マインツ、ヴォルムス方面から折り返すことなくマンハイムへ直通できるようになったためである。この結果マンハイムでの方向転換は不要となった。フーク・ファン・ホラント - バーゼル間の所要時間は9時間にまで短縮された。またこの時から一部客車がフーク・ファン・ホラント - クール間を直通するようになった。

### 新型車両投入
1960年に西ドイツ国鉄はラインゴルト用に新型の客車を製造することを決定した。これは戦前のミトローパの客車や1957年に運行を始めたTEE用気動車に匹敵するものとされた。ただしラインゴルトは各地へ車両を直通させる必要から、TEEのような固定編成の気動車ではなく機関車の牽引する客車とされた。この客車は全車空調設備を備えており、ドーム型の展望車も存在した（詳細は後述）。
この新型車両は1962年5月27日のダイヤ改正から投入された。また西ドイツ国内ではE10.12型電気機関車が牽引するようになり、最高速度はそれまでの140km/hから160km/hに向上した。ドイツでは第二次大戦前にはフリーゲンダー・ハンブルガーのような160km/h運転をする列車があったが、戦後の西ドイツではこれが初である。このダイヤ改正から、ラインゴルトにアムステルダム発着の客車が再び連結されるようになった。同時にケルン以北の経路が第二次世界大戦前のFFDラインゴルトと同様なものに戻り、ユトレヒトでフーク・ファン・ホラント発の客車とアムステルダム発の客車が併結された。ラインプファイルとの車両の入れ替えはデュースブルクで行われるようになった。

### TEE昇格
1962年の新型車両導入により、ラインゴルトはTEEにふさわしい設備を備えたものとなった。このため西ドイツ国鉄、オランダ国鉄、スイス国鉄の三者は1964年のTEE委員会でラインゴルトをTEEに加えることを提案した。しかしラインゴルトは途中で複雑な分割・併合を行っているため、運行時間に占める停車時間の割合が高く、停車時間を極力短くするというTEEの原則から外れていた。また、ラインゴルトは途中でラインプファイルと客車のほぼ半数を入れ替えていたことから、西ドイツ国鉄は国内列車であるラインプファイルもTEEに昇格させることを主張した。交渉の結果、1965年夏のダイヤ改正からラインゴルト、ラインプファイルのほか、同型の客車を用いるブラウエル・エンツィアン（ハンブルク - ミュンヘン）と、これらとほぼ同程度の設備の客車を用いるフランス国鉄のル・ミストラル（パリ - ニース）もTEEに加えられることになった。これはのちにフランスや西ドイツ、イタリアに国内列車のTEEが次々と誕生するきっかけとなった。
こうして、1965年5月30日からラインゴルトはTEEの一列車となり、同時に運行区間はアムステルダム、フーク・ファン・ホラント - ジュネーヴ間に延長された。
1971年夏ダイヤ改正ではTEEの列車番号に関する規則が改定され、西ドイツを走行するTEEのほとんどで列車番号が奇数の向きと偶数の向きが反転した。ラインゴルトもそれまで南行が偶数(TEE 10)、北行が奇数(TEE 9)だったのが逆（南行 : TEE 7, 北行 : TEE 6）になっている。
TEEラインゴルトの食堂車などの車内サービスはドイツ寝台車食堂車会社（DSG, 旧ミトローパの西ドイツ側）によって行われた。
1970年代のラインゴルトでは列車秘書のサービスがあり、平日のドイツ国内の一定区間を運行中に限り、文書のタイプや車外への電話などを請け負っていた。

### 分割・併合

TEEラインゴルトと直通客車
（赤）ラインゴルト
（紫）ラインプファイル : ハノーファー - ドルトムント - デュースブルク
（青）ラインプファイル：デュースブルク - （マインツ） - ミュンヘン
（濃緑）バーゼル - ミラノ
（淡緑）バーゼル - クール

TEE昇格当時、ラインゴルトは途中のユトレヒト、デュースブルク、バーゼルの3個所で客車の分割・併合を行う多層建て列車であった。
1965年の夏ダイヤにおけるジュネーヴ行ラインゴルト (TEE 10) では、分割・併合は次のように行われた（#編成図も参照）。まずラインゴルトはアムステルダムとフーク・ファン・ホラントを各々客車3両で発車する。ユトレヒトでこれらを連結して6両編成となる。デュースブルクでこのうち前2両、後ろ1両を切り放しミュンヘン行きラインプファイル (TEE 22) に連結、同時にラインプファイルでドルトムントから到着した客車のうち4両をラインゴルトに連結（前部に1両、後部に3両）する。バーゼルSBB駅では編成は3分割され、ラインゴルトは4両編成となってジュネーヴへ、またミラノ行き客車2両はスイス国鉄、イタリア国鉄の458-313列車に、クール行きの1両はスイス国鉄の203列車に連結されてそれぞれの目的地へ向かう。アムステルダム - ジュネーヴ間の全行程を走破する客車は1両のみであり、フーク・ファン・ホラント - ジュネーヴ間を直通する客車は存在しなかった。また展望車はドルトムント発着の編成にのみ含まれており、オランダには乗り入れていなかった。
オランダ方面行き (TEE 9) はほぼこれの逆の手順で分割・併合を行うが、客車の連結順が異なり、またデュースブルクからドルトムントへの車両はラインプファイルではなく、その数分後を続行する別の列車 (F 321) として運行された。このような複雑な手順のため、ラインゴルトの途中駅での停車時間の合計は双方向とも60分を越えており、運行時間の約1割を停車時間が占めていた。
1969年にTEEローラント（ブレーメン - バーゼル - ミラノ）が創設されると、ミラノ発着の客車はバーゼル - ミラノ間でローラントに連結されるようになった。
1970年夏のダイヤ改正ではドルトムント - クール間の直通客車が新設された代わりに、アムステルダム - クール間の直通客車はなくなった。これは西ドイツ国鉄がルール地方とスイスの間の需要を重視したためであり、アムステルダムとドルトムントの双方からの客車をクールへ直通させようとすると、デュースブルクもしくはバーゼルでの客車の入れ替えが複雑になり過ぎるためでもある。この結果デュースブルクでは、ラインゴルトとしてオランダとスイス方面を直通する客車よりもラインプファイルと入れ替えられる客車の方が多くなった。
1971年9月26日からラインプファイルはハノーファー - ミュンヘン間のインターシティとなったが、デュースブルクでの客車の入れ替えは以前と同様に行われていた。

### インターシティー網の一部へ
1971年冬ダイヤ改正（9月26日）において、西ドイツ国鉄は4系統で各2時間間隔のインターシティ (IC) 網を構築し、ラインゴルトを含むTEEもその一部と位置づけられるようになった。ラインゴルトはデュースブルク - マンハイム間においてIC1号線（ハンブルク - ドルトムント - デュースブルク - ケルン - マンハイム - ミュンヘン）の一部を担う列車とされ、ケルンとマンハイムで区間運転のインターシティと入れ代わるようなダイヤが組まれた。なおマンハイム - バーゼル間はIC3号線（ハンブルク - ハノーファー - フランクフルト・アム・マイン - マンハイム - バーゼル）の一部であるが、同区間においてはIC3号線のTEEローラントの後を数分間隔で続行運転した。
1971年-72年冬ダイヤにおいては、ジュネーヴ行きラインゴルト (TEE 7) は他のTEE, ICと以下の各駅で接続した。
| 駅                   | 接続列車                        | 運行区間                                               | 系統                                                  | 備考                                     |
| -------------------- | ------------------------------- | ------------------------------------------------------ | ----------------------------------------------------- | ---------------------------------------- |
| デュースブルク中央駅 | IC107「ラインプファイル」       | ハノーファー → デュースブルク → ミュンヘン             | IC2号線（ただしドルトムント - ケルン間は1号線の経路） | 客車の入れ替えを伴う                     |
| ケルン中央駅         | IC130「トーラー・ボンムベルク」 | ハンブルク → ケルン                                    | IC1号線（ドルトムント - ケルン間は2号線の経路）       |                                          |
| マンハイム中央駅     | IC165「プレジデント」           | フランクフルト・アム・マイン → マンハイム → ミュンヘン | IC1号線                                               | ラインゴルトからプレジデントへのみ接続。 |
| バーゼルSBB駅        | TEE75「ローラント」             | ブレーメン → バーゼル → ミラノ                         | IC3号線                                               | 客車直通あり）                           |

1973年6月3日のダイヤ改正で、デュースブルクでのラインプファイルとの客車入れ替えは1両を除いて打ち切られた。例外として、ハノーファー - ミラノ間をラインプファイル、ラインゴルトおよびTEEローラントに連結されて直通する客車1両のみが残った。オランダとミュンヘンをラインゴルト、ラインプファイルとして直通する客車はなくなったが、代わってデン・ハーグ - ミュンヘン間にTEEエラスムスが新設されている。なお1975年からはもう1両の客車が、週末のみハノーファー - キアッソ間をラインプファイル、ラインゴルト、ローラントに連結され直通するようになった。これは旅行会社の貸し切り車両であった。
ラインゴルトはオランダ国内では客車6両（アムステルダム発着2両、フーク・ファン・ホラント発着4両）で運転され、エメリッヒで客車を増結して西ドイツ国内では12両編成となっていた。フーク・ファン・ホラント - ジュネーヴ間の客車の直通やオランダへの展望車の乗り入れはこの時初めて実現した。1973年のダイヤ改正ではラインゴルトをジュネーヴからフランスのリヨンまで延長することも検討された。しかしフランス国鉄は、ジュネーヴ - リヨン間の線路はラインゴルトの展望車や食堂車のような重い客車を走らせるには適していないためこれに反対し、実現しなかった。
1976年からラインゴルトの客車はすべて200km/h運転対応のものとなったが、ドーム屋根の展望車や厨房部分が2階建ての食堂車などの特徴的な客車はなくなり、他のインターシティーと同様な編成となった。
1979年夏ダイヤ改正（5月27日）からは、西ドイツのインターシティはすべて二等車を連結するようになり、ラインゴルトなど一等車専用のTEEはインターシティ網からは独立した存在となった。このときラインゴルトはフーク・ファン・ホラント発着の系統が廃止され、バーゼルでの編成分割を除けばアムステルダム - ジュネーヴ間の分岐のない単純な経路となった。
1980年には夏期のみ運行区間がアムステルダム - ベルン間に短縮された。これはこの年から西ドイツなどで夏時間が導入されたが、スイスでは導入されず、ラインゴルトは西ドイツの時刻にしたがって運行されたため、ローザンヌ - ジュネーヴ間で他の列車と干渉してしまうためである。翌1981年にはスイスでも夏時間が実施されたため区間の短縮はなかった。
1982年夏ダイヤ改正（5月23日）でスイス国鉄は「スイス・タクト」と呼ばれるパターンダイヤを導入したが、ラインゴルトはこれには組み込まれず、運行区間をアムステルダム - バーゼル間に短縮した。さらに北行(TEE 6)は従来より2時間早い時間帯に繰り上げられた。バーゼルからは一部客車がベルン、クールおよびキアッソへ直通したが、ミラノへの直通はこの時廃止された。

### ミュンヘンへの分岐

（赤）アムステルダム - バーゼル
（緑）マンハイム - ミュンヘン（1983年 - 1985年）
（青）マインツ - ミュンヘン - （ザルツブルク）（1985年 - 1987年）
（黒）ラインプファイルへの直通客車（1962年 - 1973年）

1983年夏ダイヤ改正（5月29日）により、ラインゴルトは西ドイツ国内を走るものとしてはただ一つ残ったTEEとなった。このときから、ラインゴルトはマンハイムで編成の一部を分割してミュンヘンへ分岐するようになった。1973年まで客車をラインプファイルに併結する形でのミュンヘンへの乗り入れは行われていたが、ラインゴルトの列車名のままでのミュンヘン乗り入れは（ラインプファイルとの分離以降では）これが初である。
マンハイムからミュンヘンまでの経路は都市間の連絡よりも観光を重視したものであった。列車はハイデルベルクからネッカー川の谷に入り、古城街道の一部をたどった後シュトゥットガルトに至る。シュトゥットガルトとミュンヘンの間でも幹線ルートからは北に外れ、ロマンティック街道沿いの観光地を経由した。途中には単線のローカル線もあり、優等列車が乗り入れることは稀な区間であった。またミュンヘンへの編成にはクラブ車 (Clubwagen) が連結されており、車内でのイベントに用いられた。
しかしこの経路は想定された程の旅客を集めることはできず、1985年6月2日のダイヤ改正でハイデルベルク - シュトゥットガルト - ミュンヘン間の経路はライン谷とミュンヘンを結ぶ幹線ルートに変更された。同時にバーゼル発着編成との分割場所はマインツに変更され、マインツ - ハイデルベルク間ではライン川右岸のダルムシュタットを経由するようになった。また1985年と1986年の夏にはミュンヘンからオーストリアのザルツブルクまで延長された。
1986年夏ダイヤ改正（6月1日）ではラインゴルトの列車番号はTEE 15/14と2桁になった。一方で同年冬にはラインゴルトと同経路の国際インターシティであるレンブラント（アムステルダム - バーゼル - クール）の列車番号がドイツでもっとも小さいIC 3/2となった。これは西ドイツ国鉄が、ラインゴルトをもはや最も重要な列車とはみなさなくなったためと考えられている。

### 廃止
ラインゴルトは1987年5月30日の運行を最後に廃止された。
TEEに用いられていた列車名の多くは、TEEとしての廃止後もほぼ同じ区間を走るインターシティやユーロシティに引き継がれているが、「ラインゴルト」の名は引き継がれることなく消滅した。これは西ドイツ国鉄が格式あるラインゴルトに二等車を連結したくなかったためであるとも評されている。
1987年5月31日から、国際列車の新たな種別としてユーロシティが発足した。オランダとスイスの間ではレンブラントがユーロシティとされ、オランダと西ドイツの間では、レンブラントのほかエラスムス（アムステルダム - フランクフルト・アム・マイン - ミュンヘン - インスブルック）とフランス・ハルス（アムステルダム - フランクフルト - ミュンヘン - ザルツブルク）がユーロシティとなった。これらのうちレンブラントとエラスムスは改正前は同区間の国際インターシティであった。フランス・ハルスは新設であり、廃止されたラインゴルトとは時間帯が異なる。
その後オランダ・スイス間では1991年にベルナー・オーバーラント（Berner Oberland, アムステルダム - インターラーケン）がユーロシティに加わった。2000年以降オランダとドイツの間のユーロシティはICEへの置き換えが進められ、2002年12月15日のダイヤ改正でレンブラントは廃止された。さらに2003年12月14日にはベルナー・オーバーラントもハンブルク - インターラーケン間に区間を変更し、オランダとスイスを結ぶユーロシティは姿を消した。
ユーロシティに代わり、2003年12月ダイヤ改正ではアムステルダムとバーゼルをケルン-ライン＝マイン高速線経由で結ぶICE(ICE 105/104)が運行を開始した。これがかつてのラインゴルトに最も近い経路をたどる列車となっている。

### 年表
- 1928年5月15日：FFD「ラインゴルト」、フーク・ファン・ホラント、アムステルダム - バーゼル間で運転開始。
- 1939年8月22日：運転休止。
- 1951年5月20日：F-Zug「ラインゴルト急行」、フーク・ファン・ホラント - バーゼル間で運転開始。
- 1954年5月23日：「ラインゴルト」と改称。
- 1962年5月27日：ラインゴルト型客車投入。
- 1965年5月30日：TEEに種別変更。アムステルダム、フーク・ファン・ホラント - ジュネーヴ間に延長。
- 1979年5月27日：フーク・ファン・ホラント発着列車廃止。
- 1982年5月23日：アムステルダム - バーゼル間に短縮。
- 1983年5月29日：ミュンヘン方面への編成の運転を開始。
- 1987年5月30日：廃止。

## 停車駅一覧
おもなダイヤ改正時点におけるラインゴルトの停車駅は以下の通り。
| 国                   | 停車駅                                                     | 1928年 | 1953年 | 1953年 | 1962年 | 1962年 | 1965年 5月30日 | 1965年 5月30日 | 1979年 5月27日 | 1982年 5月23日 | 1983年 5月29日 | 1983年 5月29日 | 1985年 6月2日 | 1985年 6月2日 |
| -------------------- | ---------------------------------------------------------- | ------ | ------ | ------ | ------ | ------ | -------------- | -------------- | -------------- | -------------- | -------------- | -------------- | ------------- | ------------- |
| オランダ             | フーク・ファン・ホラント港駅 Hoek van Holland Haven        | ●      | ●      |        |        | ●      |                | ●              |                |                |                |                |               |               |
| オランダ             | ロッテルダム北駅 Rotterdam Noord                           | ※      | ∥      | ※      | ●      |        |                |                |                |                |                |                |               |               |
| オランダ             | アムステルダム中央駅                                       | ∥      | ∥      | ●      | ∥      | ●      | ∥              | ●              | ●              | ●              | ●              | ●              | ●             |               |
| オランダ             | ユトレヒト中央駅 Utrecht Centraal                          | ●      | ∥      | └●┘    | └●┘    | └●┘    | └●┘            | ●              | ●              | ●              | ●              | ●              | ●             |               |
| オランダ             | アーネム駅 Arnhem                                          | ※      | ∥      | ●      | ●      | ●      | ●              | ●              | ●              | ●              | ●              | ●              | ●             |               |
| オランダ             | ゼーフェナール駅 Zevenaar                                  | ●      | ∥      | ｜     | ｜     | ｜     | ｜             | ｜             | ｜             | ｜             | ｜             | ｜             | ｜            |               |
| ドイツ （西ドイツ ） | エメリッヒ駅 Emmerich                                      | ｜     | ∥      | ※      | ●      | ●      | ●              | ●              | ●              | ●              | ●              | ●              | ●             | ●             |
| ドイツ （西ドイツ ） | デュースブルク中央駅                                       | ●      | ∥      | ●      | ●      | ●      | ●              | ●              | ●              | ●              | ●              | ●              | ●             | ●             |
| ドイツ （西ドイツ ） | デュッセルドルフ中央駅                                     | ●      | ∥      | ●      | ●      | ●      | ●              | ●              | ●              | ●              | ●              | ●              | ●             | ●             |
| ドイツ （西ドイツ ） | ケルン中央駅                                               | ●      | └●┘    | └●┘    | ●      | ●      | ●              | ●              | ●              | ●              | ●              | ●              | ●             | ●             |
| ドイツ （西ドイツ ） | ボン中央駅 Bonn Hbf                                        | ｜     | ●      | ●      | ●      | ●      | ●              | ●              | ●              | ●              | ●              | ●              | ●             | ●             |
| ドイツ （西ドイツ ） | コブレンツ中央駅                                           | ｜     | ●      | ●      | ●      | ●      | ●              | ●              | ●              | ●              | ●              | ●              | ●             | ●             |
| ドイツ （西ドイツ ） | マインツ中央駅 Mainz Hbf                                   | ●      | ┌●┐    | ┌●┐    | ●      | ●      | ●              | ●              | ●              | ●              | ●              | ●              | ┌●┐           | ┌●┐           |
| ドイツ （西ドイツ ） | マンハイム中央駅                                           | ●      | ●      | ∥      | ●      | ●      | ●              | ●              | ●              | ●              | ┌●┐            | ┌●┐            | ●             | ∥             |
| ドイツ （西ドイツ ） | カールスルーエ中央駅                                       | ●      | ●      | ∥      | ●      | ●      | ●              | ●              | ●              | ●              | ●              | ∥              | ●             | ∥             |
| ドイツ （西ドイツ ） | バーデン・バーデン駅 Baden-Baden                           | ●      | ●      | ∥      | ｜     | ｜     | ｜             | ｜             | ●              | ●              | ●              | ∥              | ●             | ∥             |
| ドイツ （西ドイツ ） | オッフェンブルク駅                                         | ｜     | ●      | ∥      | ｜     | ｜     | ｜             | ｜             | ｜             | ｜             | ｜             | ∥              | ｜            | ∥             |
| ドイツ （西ドイツ ） | フライブルク（ブライスガウ）中央駅 Freiburg (Breisgau) Hbf | ●      | ●      | ∥      | ●      | ●      | ●              | ●              | ●              | ●              | ●              | ∥              | ●             | ∥             |
| スイス               | バーゼル・バディッシャー駅                                 | ●      | ●      | ∥      | ●      | ●      | ●              | ●              | ●              | ●              | ●              | ∥              | ●             | ∥             |
| スイス               | バーゼルSBB駅                                              | ●      | ●      | ∥      | ●      | ●      | ●              | ●              | ●              | ●              | ●              | ∥              | ●             | ∥             |
| スイス               | ベルン中央駅                                               |        |        | ∥      |        |        | ●              | ●              | ●              |                |                | ∥              |               | ∥             |
| スイス               | ローザンヌ駅 Lausanne                                      | ●      | ●      | ∥      | ●      |        |                |                |                |                |                | ∥              |               | ∥             |
| スイス               | ジュネーヴ・コルナヴァン駅                                 | ●      | ●      | ∥      | ●      |        |                |                |                |                |                | ∥              |               | ∥             |
| 西ドイツ             | ダルムシュタット中央駅 Darmstadt Hbf                       |        |        | ∥      |        |        |                |                |                |                |                | ∥              |               | ●             |
| 西ドイツ             | ハイデルベルク中央駅                                       | ●      | ●      | ∥      |        |        |                |                |                |                |                |                |               |               |
| 西ドイツ             | エーバーバッハ駅 Eberbach                                  | ●      | ∥      | ∥      |        |        |                |                |                |                |                |                |               |               |
| 西ドイツ             | ハイルブロン駅 Heilbronn                                   | ●      | ∥      | ∥      |        |        |                |                |                |                |                |                |               |               |
| 西ドイツ             | シュトゥットガルト中央駅 Stuttgart Hbf                     | ●      | ●      | ∥      |        |        |                |                |                |                |                |                |               |               |
| 西ドイツ             | （略）                                                     | ※      | ∥      | ∥      |        |        |                |                |                |                |                |                |               |               |
| 西ドイツ             | ウルム中央駅 Ulm Hbf                                       | ∥      | ●      | ∥      |        |        |                |                |                |                |                |                |               |               |
| 西ドイツ             | アウクスブルク中央駅                                       | ●      | ●      | ∥      |        |        |                |                |                |                |                |                |               |               |
| 西ドイツ             | ミュンヘン中央駅                                           | ●      | ●      | ●      |        |        |                |                |                |                |                |                |               |               |
| 西ドイツ             | トラウンシュタイン駅 Traunstein                            | ※      |        | ●      |        |        |                |                |                |                |                |                |               |               |
| 西ドイツ             | フライラッシング駅 Freilassing                             | ※      | ●      |        |        |        |                |                |                |                |                |                |               |               |
| オーストリア         | ザルツブルク中央駅 Salzburg Hbf                            | ※      | ●      |        |        |        |                |                |                |                |                |                |               |               |

| ●    | ｜   | ∥        | ┌●┐, └●┘   | ※        |
| ---- | ---- | -------- | ---------- | -------- |
| 停車 | 通過 | 経由せず | 分割、併合 | 注釈参照 |

1. 1 2 3  オランダ国内の停車駅については一部を除き出典に記載なし。
2. ↑  この間ロッテルダム中央駅、アイントホーフェン駅、フェンロー駅、カルデンキルヒェン駅に停車。
3. ↑  1967年9月24日以降はスヒーダム・ロッテルダム西駅 (Schiedam Rotterdam West) に停車駅を変更
4. 1 2  1935年から南行はゼーフェナールに代わりエメリッヒに停車"
5. ↑  (F22/21)ドルトムント中央駅 - ボーフム中央駅 - エッセン中央駅
6. ↑  1966年5月21日まではオランダ方面行きのみ停車
7. ↑  1937年から南行のみ停車
8. ↑  1977年まではバーデン・オース駅
9. 1 2  1980年夏ダイヤではベルン終点
10. ↑  (F22/21)この間フランクフルト中央駅、ヴュルツブルク中央駅、トロイヒトリンゲン駅に停車。
11. ↑  この間シュヴェービッシュ・グミュント駅 (Schwäbisch Gmünd) 、アーレン駅 (Aalen) 、ネルトリンゲン駅 (Nördlingen) 、ドナウヴェルト駅 (Donauwörth) に停車
12. ↑  (F22/21)ローゼンハイム中央駅 - クーフシュタイン駅 - インスブルック駅
13. 1 2 3  夏ダイヤ期間のみ延長

## 車両・編成
ラインゴルトは全期間を通じて機関車が牽引する客車列車であった。

### 客車

#### ミトローパ
1928年の運転開始当時、ラインゴルトにはミトローパ社の保有する専用客車が使用された。当時の長距離急行列車では客車は（三等車を含まないことを除けば）一般の急行列車と変わらないものであり、ラインゴルトは使用車両の上でも別格とされていた。ラインゴルト専用客車は全長が23.5mあり、当時のドイツでは最長であった。客車の内訳は以下の通り。
| 種類   | 形式名   | 定員        | 製造数 | 備考       |
| ------ | -------- | ----------- | ------ | ---------- |
| 一等車 | SA4ü-28  | 28名        | 5      |            |
| 一等車 | SA4üK-28 | 20名 + 厨房 | 5      |            |
| 二等車 | SB4ü-28  | 43名        | 10     |            |
| 二等車 | SB4üK-28 | 29名 + 厨房 | 6      |            |
| 荷物車 | SPw4ü-28 | -           | 3      | 全長19.68m |

一等車の開放客室は中央の通路を挟んで1人掛けの椅子が並ぶ1+1の配列（車室端を除く）である。このほか四人用と二人用の個室が各一室（厨房つき客車では四人用のみ）ある。二等車では通路を挟んで2+1の配列となる。一等車、二等車とも座席は一人分ごとに独立したソファー状のものであり、二列ごとに向かい合わせに配置されている。座席の間には固定式のテーブルがある。窓の幅は一等車では1.40m、二等車でも1.20mあり、これは当時としては大きなものであった。
1934年には、二等客車のうち3両が一二等合造車に改造されている。
1928年と1935年時点でのラインゴルト（南行、FFD 102）の編成は以下の通りであった。
| 種類   | 形式     | 運行区間、備考                                                                                     |
| ------ | -------- | -------------------------------------------------------------------------------------------------- |
| 荷物車 | SPw4ü-28 | フーク・ファン・ホラント - バーゼル                                                                |
| 二等車 | SB4ü-28  | フーク・ファン・ホラント - バーゼル                                                                |
| 一等車 | SA4üK-28 | フーク・ファン・ホラント - バーゼル                                                                |
| 一等車 | SA4ü-28  | アムステルダム - バーゼル                                                                          |
| 二等車 | SB4üK-28 | アムステルダム - バーゼル                                                                          |
| 荷物車 | -        | マンハイム - バーゼル : この間進行方向が反転するため隔離車として連結。ラインゴルト専用車ではない。 |

| 種類     | 形式        | 運行区間                            |
| -------- | ----------- | ----------------------------------- |
| 荷物車   | SPw4ü-28    | フーク・ファン・ホラント - バーゼル |
| 一等車   | SA4ü-28     | フーク・ファン・ホラント - バーゼル |
| 二等車   | SB4üK-28    | フーク・ファン・ホラント - バーゼル |
| 一二等車 | SAB4ü-28/34 | アムステルダム - バーゼル           |

#### F-Zug客車
ドイツ連邦鉄道（西ドイツ国鉄）は1951年から、1937年から39年にかけて製造された優等列車用客車の再生プログラムを始めた。同年夏ダイヤ改正からラインゴルト急行(F 164/163)にはこうして再生された一二三等合造車と荷物車が用いられた。客車の全長はこのころのドイツの優等列車の標準である21.25mであり、青色に塗装されていた。
1952年に運行を開始したライン・プファイル（F 10/9, 後のラインゴルト急行、ラインゴルト）にも同様に再生された一二等客車が用いられた。ただし食堂車のみは国際寝台車会社所属のものであった。ドイツ寝台車・食堂車会社（DSG, 旧ミトローパの西ドイツ側）の食堂車は、ミュンヘン方面への編成（F22/21, 後のラインプファイル）にマインツ - ミュンヘン間でのみ連結された。ラインゴルトの食堂車がDSGのものになったのは1955年以降である。
1956年の二等級制移行後は、ラインゴルトの客車は戦後製の一等車（全長26.4m）となった。

#### 「ラインゴルト型」

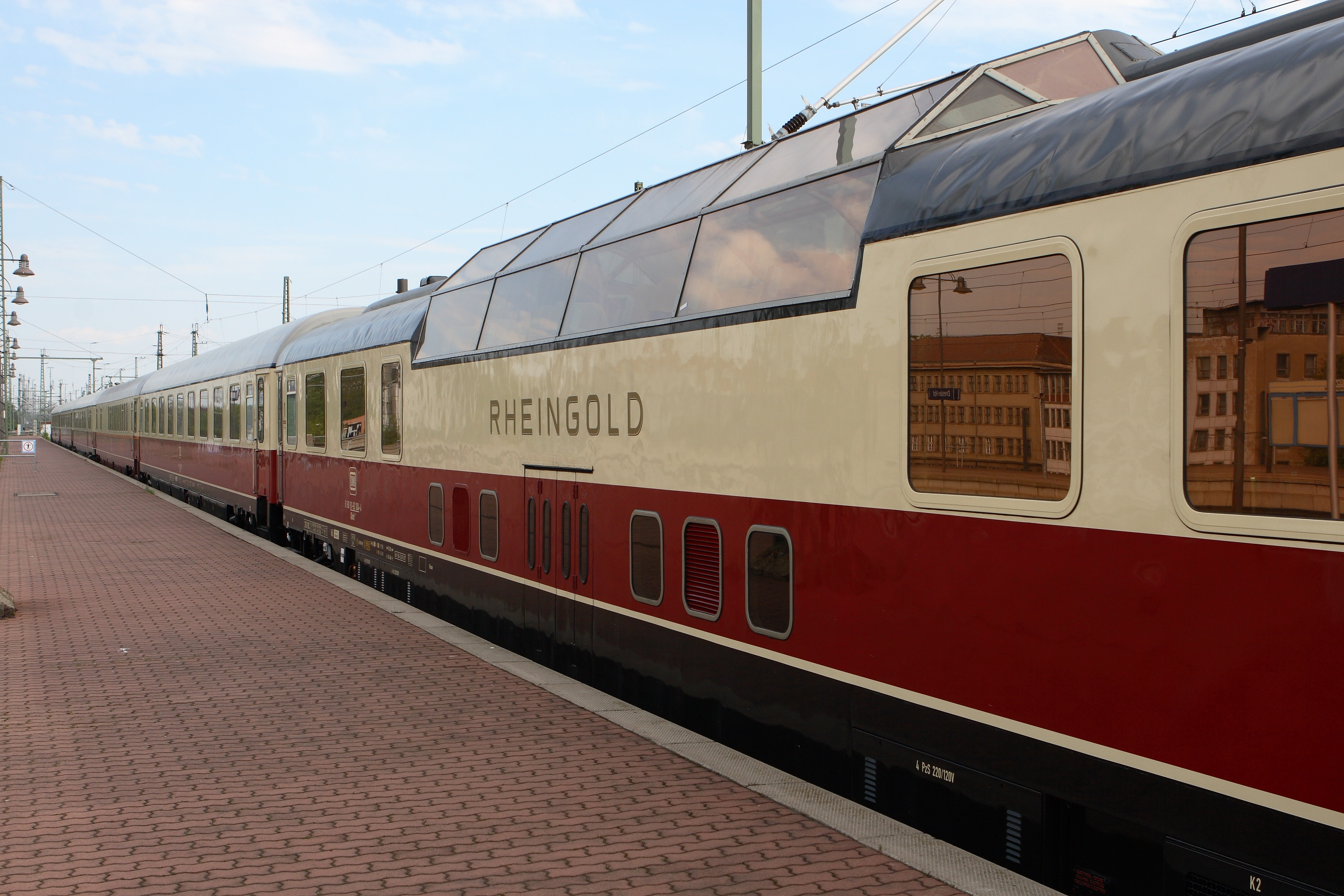
ラインゴルト用客車（保存車両）

西ドイツ国鉄は1962年から63年にかけてラインゴルト、ラインプファイル用に新型の客車を製造した。この形式は「ラインゴルト型」とも呼ばれ、ドイツにおけるTEE、インターシティ用客車の標準となった。のちに車体の仕様はほぼ共通ながら台車を200km/h運転可能なものにした車両に置き換えられている。1976年までラインゴルトにはドーム屋根の展望車や厨房部分が2階建てになった食堂車など特徴的な客車が連結されていたが、これらは200km/h運転に対応できずラインゴルトでの運用から外れた。
ラインゴルト型以前には二人用や四人用のコンパートメント席や、開放座席車の一部に二人用個室を設けた客車も存在したが、ラインゴルト型では6人用コンパートメント車と純粋な開放座席車の2種類に整理された。
1962年当時の車両は戦前のミトローパ時代の客車と同様のクリーム地に青の帯の塗装であった。TEE化後もしばらくはそのままの塗装だったが、のちにTEEの標準であるクリーム地に赤帯に改められた。
なお西ドイツ国鉄は1967年に車両の形式名を改めている（de:UIC-Bauart-Bezeichnungssystem für Reisezugwagen参照）。以下では特に断らない限り改定後の形式名を用いる。
コンパートメント車（Avm111型）
6人用個室9室を備え定員は54名である。車両の両端にデッキとトイレがある。個室の長さ（レール方向）は2322mmあり、同時期のフランス国鉄のミストラル56型、ミストラル69型（ともに2140mm）などと比べて広くなっている。全長は26.1m, 重量は43.3トン。
ラインゴルトに当初用いられたのは1962年製のAvümh111型（名称改定前はSAv4üm型）で、のちに200km/h対応のAvümz111型に置き換えられた。
開放座席車（Apm121型）
中央の通路を挟んで1人掛けと2人掛けの座席が並んでおり、定員は48名である。座席の幅は675mm、間隔（シートピッチ）は1170mm。車体はAvm111型とほぼ同じ構造であるが、両端にトイレに加え荷物置き場を設けてあるため、客席部分の長さはAvm111型と比べやや短い。車両の全長は26.1m、重量は45トンである。
ラインゴルトに当初用いられたのは1962年製のApümh121型（名称改定前はSAp4üm型）で、のちに200km/h対応のApümz121型に置き換えられた。
展望車（ADm101型）
車両の中央部分が2階建てとなっており、階上部分は強化ガラス製のドーム状の屋根を備えた展望席となっている。展望席の定員は22名。階下部分は荷物室および郵便室となっている。また両側の平屋部分のうち、片方には6人用コンパートメント2室、もう片方には開放座席12席と飲み物を提供するバーがある。車両の全長は26.4m、重量は50トンあり、このため台車はバネを特別に強化したものが用いられた。
ラインゴルトに用いられたのは1962年製のADümh101型（名称改定前はSAD4üm型）である。この型はラインゴルトとラインプファイルのみで用いられたが、200km/h運転に対応できなかったため、1976年5月29日を最後に運用から外された。
その後は改装されて観光列車「アプフェルプファイル(Apfelpfeil)」に用いられた。1981年にスイスの旅行会社「ライズビューロー・ミッテルスルガウ」に売却され、さらにそこから北ヨーロッパの企業に転売された。2005年には4両がドイツに里帰りし、1962年当時の塗装やTEE色に復元されて観光用に運行されている。残る1両は2007年現在スウェーデンで保存されている。
食堂車（WRm131型）
厨房部分の約5mが2階建てとなっている。食事席は通路を挟んで2人テーブルと4人テーブルが並ぶ形で、席数は48席である。また厨房を挟んで食事席と反対側には軽食を提供するビュッフェがある。車両の全長は26.4mで、重量は54トンに達した。
ラインゴルトでは1962年製のWRümh131型（名称改定前はSDWR4üm型）が用いられた。この型はラインゴルトとラインプファイル専用だったが、200km/h運転に対応できなかったため、1976年5月29日を最後に運用から外れた。
食堂車（WRm132型）
厨房部分も平屋構造となっており、食事室はWRm131型から6席減った42席である。ビュッフェの位置は厨房と食事席の間に変更されている。全長は27.5m, 重量は47.5トンである。
ラインゴルトで用いられたのは1965年から68年にかけて製造された200km/h運転対応のWRümh132型で、他のTEEで用いられていたものが1976年からラインゴルトに転用された。
コンパートメント/バー合造車（ARDm105型）
客車の半分には6人用個室4室があり、もう半分は18席の食事席とビュッフェからなっていた。この他、列車秘書用の部屋があった。
1965年に他のTEE向けに製造されたもので、ラインゴルトでは1976年から数年間エメリッヒ以南での増結車両の一つとして組み込まれた。
クラブ車（WGmh804型）
クラブ車 (Clubwagen) は車内にビールなどを提供するバーと、テーブルを囲む形の座席34席を備えた車両である。これはかつてのミトローパのサロン車を現代（1980年代）風にアレンジしたものとされる。この空間を「ラインゴルト・クラブ (Rheingold Club) 」と称し、車内での様々なイベントに用いた。
車体はApm121型を改造したものであり、1982年に3両が製造され、1983年からラインゴルトのミュンヘン方面への編成で用いられた。

##### 編成図

ラインゴルト・ラインプファイルの編成と客車の入れ替え
1965年夏、南行[37]
1965年夏、北行[37]
1971年夏、南行[37]
1980年夏、南行[66]
1986-87年夏、北行[66]

##### 運用
1972年時点において、ラインゴルト、ラインプファイルの客車はハノーファー、ドルトムント、ミュンヘンの車両基地に分散して配属されていた。オランダからスイスやイタリアへ直通する客車は運行区間のどちらの端も車両基地と離れているが、ミュンヘンやハノーファー発着の客車と順に入れ替えることで、定期的に基地に戻っていた。
1973年にラインプファイルとの客車入れ替えが中止された後は、ラインゴルトの客車は新設されたTEEエラスムス（デン・ハーグ - ミュンヘン）と共通の運用となった。ラインゴルトの客車はフーク・ファン・ホラント - デン・ハーグ間を回送され、エラスムスとしてミュンヘンの車両基地に戻っていた。

### 機関車
牽引機関車は原則として国境駅を境にそれぞれの国のものが用いられた。
1928年の運転開始時点で使用されていた機関車は以下の通り
- オランダ国鉄
  - 3700形蒸気機関車
- ドイツ国営鉄道
  - 184-5形蒸気機関車（旧バイエルン邦有鉄道S3/6形） : ゼーフェナール - マンハイム
  - 183形蒸気機関車（旧バーデン邦有鉄道IVh形） : マンハイム - バーゼル（バディッシャー駅）

ゼーフェナール - マンハイム間は3810-40形（旧プロイセン邦有鉄道P8形）機関車が用いられることもあった。スイスへ直通する客車はスイス国内では電気機関車牽引となった。
1934年にはマンハイム以南の牽引機関車が01形となり、1935年にはゼーフェナール（またはエメリッヒ） - マンハイム間も01形が牽引するようになった。このころまでにオランダ国内の牽引機は3900形に替わっている。
第二次大戦後の西ドイツでは特急列車の牽引機としては01形や03形の蒸気機関車が用いられた。1955年時点における西ドイツ国内の牽引機は以下の通りであった。
- フェンロー - ケルン : 23形蒸気機関車
- ケルン - マンハイム : 01形または03.10形蒸気機関車
- マンハイム - バーゼル（バディッシャー駅） : 01形蒸気機関車

1958年にマンハイム - バーゼル間は電気機関車牽引となった。1959年には電気機関車牽引区間はケルン - バーゼル間に延長され、1962年の経路変更後にはデュースブルク - バーゼル間が電気機関車牽引であった。またこのときE10.12形（後に112形と改称）機関車が投入され、160km/h運転が始められた。1966年に最後まで残ったアーネム - デュースブルク間の非電化区間が電化されたことで、ラインゴルトは全線電気機関車牽引となった。

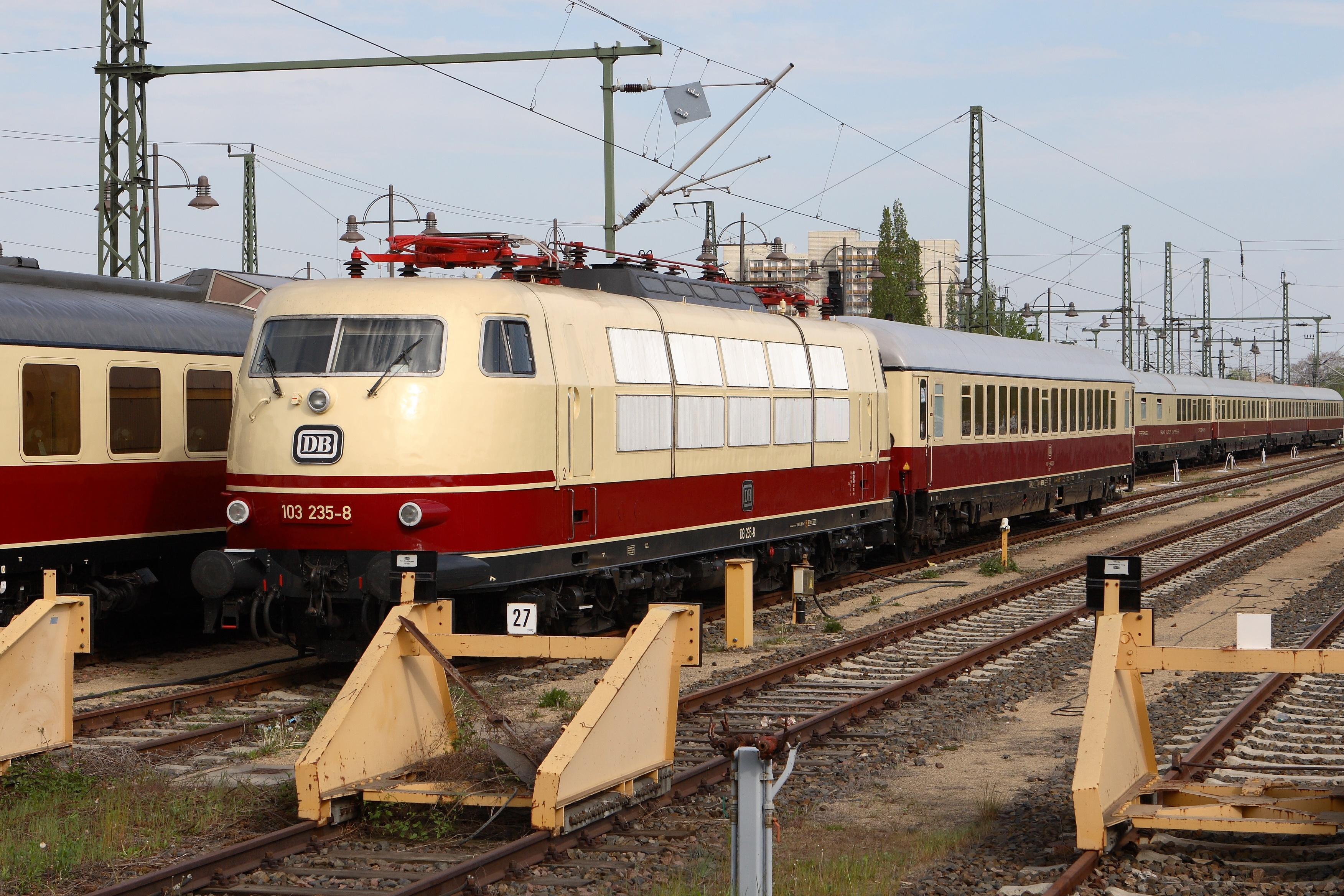
103形機関車（TEE色）

1965年以降のTEE時代に使用された機関車は以下のとおり。
- オランダ国鉄
  - 1100形電気機関車 (1100) ：1965年 - 1981年
  - 1300形電気機関車 (1300) ：1965年 - 1981年
  - 1600形電気機関車 (1600) ：1981年 - 1987年
- 西ドイツ国鉄
  - V200.1形ディーゼル機関車：1965年 - 1966年
  - 112形電気機関車（旧称E10.12形、DB-Baureihe E 10.12）：1965年 - 1974年
  - 103形電気機関車：1973年 - 1980年
  - 111形電気機関車 (DB-Baureihe 111) ：1980年 - 1987年
- スイス国鉄
  - Re4/4I形電気機関車：1965年 - 1987年

### 保存車両

#### 1928年の車両
1955年にケルンで結成されたケルン鉄道友の会(Freundeskreis Eisenbahn Köln, FEK)は、1960年代末にミトローパ時代のラインゴルト用客車を入手した。2009年現在では客車6両と荷物車1両が保存されている。これらの車両は1985年にニュルンベルクで行われたドイツ鉄道150周年記念パレードにも参加している。
このほか、スイスの鉄道旅行会社Trans Europ Eisenbahn AG(TEAG)も客車2両を保有しており、旧国際寝台車会社の寝台車などとともに"GRAND-EXPRESS-EUROPEAN Train de Luxe" （元ノスタルジー・イスタンブール・オリエント急行）として主に団体向けのチャーター列車として使用されている。

#### 1962年の車両
ドイツ鉄道はチャーター列車用に"TEE Rheingold"と称する客車を保有している。内訳はコンパートメント車9両、開放座席車2両、食堂車2両、クラブ車1両、展望車1両で、TEE色に塗装されている。一部の車両を除いてヨーロッパの標準軌路線のほとんどを走行可能であり、ドイツ、スイス、オーストリアの電化路線では103形機関車の牽引により最高200km/hでの運転が可能である。
ケルン鉄道友の会も1962年製の車両を保有している。こちらはクリーム地に紫の1962年当時の塗装である。